# 新庄田中站
新庄田中站（日语：／ Shinjō-tanakashi eki */?）是隸屬於富山地方鐵道的鐵路車站，座落於富山縣富山市田中町，是2010年代新興建的多個通勤車站之一，用以應付富山市外圍不斷增加的住宅數目而引伸一般通勤的需要，為請願站。總建設費為4千2百萬日圓，當中約750萬由富山市承擔。

## 車站結構
本車站採用簡易車站模式興建，並因只能在行車路及原有路軌旁間的空地上興建月台，因此不設站舍，出入口設於月台末端向東新庄站方向，並連接至平交道。由靠近馬路一方進站，沿無障礙斜道便直接到達月台。
設有側式月台1座，有效長度為3輛，整個月台十分簡潔，只有中央部份約半節車廂長度是設有上蓋及候車座椅。其餘部份皆為露天部份。列車進站時，往電鐵富山方向為右側上落；往寺田方向為左側上落。

### 月台配置
| 路線          | 方向 | 目的地                                                 | 備註 |
| ------------- | ---- | ------------------------------------------------------ | ---- |
| ■本線 ■立山線 | 上行 | 電鐵富山方向                                           |      |
| ■本線         | 下行 | 越中舟橋、上市、中滑川、電鐵黑部、舌山、宇奈月溫泉方向 |      |
| ■立山線       | 下行 | 岩峅寺、立山方向                                       |      |

## 歷史
- 2012年：

- 9月12日：國土交通省北陸信越運輸局批准於稻荷町～東新庄間增設新車站，最初定名為「西新庄站」。
- 11月2日：正式公佈車站名稱為「新庄田中站」
- 12月21日：開業。

### 其他
在1931年至1942年，位於本站向東新庄方向約300米曾經設立過第1代的「西新庄站」

## 相鄰車站
富山地方鐵道
■本線、■立山線
特急「宇奈月」、快速急行
通過
快速、普通
稻荷町（T02）－新庄田中（T03）－東新庄（T04）

## 外部連結
- 富山地方鐵道新庄田中站公式網頁。 （页面存档备份，存于）（日語）